# Grafia golaka
Grafia golaka är en växtart som är ensam art i släktet Grafia i familjen flockblommiga växter. Den beskrevs av Balsazar A. Hacquet och fick sitt nu gällande namn av Ludwig Reichenbach.
Arten är perenn. Den förekommer i sydöstra Alperna och på västra Balkan samt i Apenninerna.